# Aries Susanti Rahayu
Aries Susanti Rahayu (ur. 21 marca 1995 w Grobogan) – indonezyjska wspinaczka sportowa, specjalizująca się we wspinaczce na czas oraz w łącznej. Podwójna mistrzyni igrzysk azjatyckich w sztafecie na czas z Dżakarty. Rekordzistka świata, czas 6,995 sekundy we wspinaczce na czas.

## Kariera sportowa
Na igrzyskach azjatyckich w Dżakarcie w 2018 roku zdobyła dwa złote medale. W mistrzostwach Azji w 2017 zdobyła złoty i brązowy medal. W 2018 w Kurayoshi obroniła brązowy medal we wspinaczce na czas wywalczony indywidualnie.
W 2019 roku w Tuluzie na światowych kwalifikacjach do igrzysk olimpijskich zajęła szesnaste miejsce, które nie zapewniło jej kwalifikacji na IO 2020 w Tokio.
W chińskim Xiamen podczas zawodów wspinaczkowych rozgrywanych w trakcie Pucharu Świata w dniu 18 października 2019 jako pierwsza kobieta przełamała barierę 7,000 sekund w pokonaniu 15 metrowej ściany, zwyciężając uzyskała czas 6,995 s. Została określona jako “Spider-man” w spódnicy.
Rekord świata
- 6,995 – Puchar Świata 2019, Xiamen (CHN) – 18 października 2019(dts)[3]

## Osiągnięcia

### Puchar Świata
| Konkurencje  | 2017 | 2018 |
| Wsp. na czas | 13   | 2    |

### Igrzyska azjatyckie
| Konkurencje      | 2018 |
| Wsp. na czas     | 1    |
| Sztafeta na czas | 1    |

### Mistrzostwa Azji
| Konkurencje        | 2017 | 2018 |
| Bouldering         | —    | 25   |
| Prowadzenie        | —    | 30   |
| Wspinaczka na czas | 3    | 3    |
| Sztafeta na czas   | 1    | —    |